# Hidayet
Hidayet ist ein türkischer männlicher und weiblicher Vorname arabischer Herkunft mit der Bedeutung „Rechtleitung“.

## Namensträger

### Männlicher Vorname
- Hidayet Öztekin (* 1948), türkischer Fußballspieler
- Hidayet Türkoğlu (* 1979), türkischer Basketballspieler

### Weiblicher Vorname
- Hidayet Karakuş (* 1946), türkisch-alevitische Dichterin und Schriftstellerin
- Hidayet Tuksal (* 1963), türkische Menschenrechtsaktivistin, muslimische Theologin und Autorin